# Didanosina
La didanosina fue el segundo fármaco que la FDA aprobó para el tratamiento de la infección VIH-1. Se trata de un análogo de la inosina: su molécula activa dentro de la célula es la didesoxiadenosín-trifosfato (ddATP). Es eficaz 'in vitro' frente a VIH-1 y VIH-2 a dosis 10-20 menores que las consideradas tóxicos celulares. Tiene menor eficacia intrínseca que zidovudina y zalcitabina pero mejor índice terapéutico al ser menos tóxico.
La didanosina está indicada como parte de la terapia de combinación con otros agentes antirretrovirales, en el tratamiento de pacientes infectados por el VIH.
Se presenta como comprimidos tamponados masticables/dispersables con 25, 50, 100 o 150 mg de didanosina. Los comprimidos deben almacenarse en el envase bien cerrado a 15-30 °C. Si se disuelve en agua o zumo de manzana líquido, puede mantenerse hasta una hora a 15-30 °C.
Didanosina es rápidamente degradada a pH ácido: por ello, todas las formulaciones orales contienen agentes tamponantes destinados a reducir la acidez gástrica.
Las dosis iniciales recomendadas por término medio son de 200 mg para adultos con más de 60 kilos de peso y de 125 mg para adultos con pesos inferiores. En niños la dosis inicial recomendada depende de la superficie corporal y es de 240 mg/m²/día (180 mg/m²/día en combinación con zidovudina). No se dispone de experiencia clínica suficiente para recomendar un régimen de dosificación en niños menores de 3 meses.
Debido a que la absorción se reduce cuando se toma con alimentos, didanosina debe tomarse al menos 30 minutos antes de las comidas; el intervalo de administración recomendado es de 12 horas. Además, en cada toma se deben administrar 2 comprimidos (por ejemplo, la dosis de 200 mg dos veces al día, o dosis diaria total de 400 mg, debe tomarse como 2 dosis de 2 comprimidos de 100 mg, con 12 horas de intervalo entre dosis), para asegurar una toma suficiente de antiácido.

## Ajuste de las dosis
- Debe considerarse la posibilidad de pancreatitis, e interrumpir inmediatamente el tratamiento con didanosina, en caso de aumentos significativos de las amilasas en sangre. Si se considera esencial, el tratamiento puede reanudarse tras descartarse la pancreatitis o cuando se hayan normalizado los parámetros bioquímicos: en todo caso, el tratamiento debe reiniciarse con dosis bajas, que pueden incrementarse paulatinamente (se ha observado relación entre el riesgo de pancreatitis y la dosis diaria administrada).
- Usuarios en tratamiento con didanosina que hayan desarrollado neuropatía periférica: debe suspenderse el tratamiento hasta la desaparición de los síntomas, momento en que muchos pacientes tolerarán dosis reducidas del fármaco.
- En caso de insuficiencia renal: la dosis debe administrarse preferentemente después de la diálisis (no es necesario administrar dosis suplementarias de didanosina tras la hemodiálisis). En niños con insuficiencia renal no existen datos suficientes para poder recomendar un ajuste de dosis específico, pero se deberá valorar la reducción de las dosis y/o un aumento del intervalo entre dosis.

- Datos: Q422606
- Multimedia: Didanosine / Q422606